# کونسلور (نیومکزیکو)
کونسلور (به انگلیسی: Counselor) یک منطقهٔ مسکونی در ایالات متحده آمریکا است که در شهرستان سندووال، نیومکزیکو واقع شده‌است. کونسلور ۲٬۱۴۱٫۸۶ متر بالاتر از سطح دریا واقع شده‌است.